# Trimeresurus venustus
Trimeresurus venustus es una especie de serpiente de la familia de las víboras (Viperidae). Es endémica del sur de Tailandia. Hasta 1991 era considerada un sinónimo de Trimeresurus kanburiensis. Es una serpiente venenosa, aunque parece ser que sus mordeduras son menos peligrosas que las de otros miembros de su género.
Puede medir hasta 48 cm de cabeza a cloaca, siendo las hembras de ligero mayor tamaño. Los machos tienen una cola algo más larga que las hembras. Tiene las escamas dorsales quilladas. Es de color verde con manchas en la cabeza y bandas a lo largo del cuerpo de tonos marrones. Muestra una mancha blanca en la división entre las escamas ventrales y dorsales. Las zonas ventrales son de colores parecidos a las dorsales pero más pálidas. Algunos individuos pueden tener una banda oscura postocular. El iris es naranja claro con flecos marrones.